# Żółtnica
Żółtnica [ʐuu̯tˈnit͡sa] là một ngôi làng thuộc khu hành chính của Gmina Szczecinek, thuộc huyện Szczecinecki, Zachodniopomorskie, ở phía tây bắc Ba Lan. Nó nằm khoảng 10 kilômét (6 mi)   về phía đông nam của Szczecinek và 150 km (93 mi) về phía đông của thủ đô khu vực Szczecin.
Trước năm 1648, khu vực này là một phần của Duchy of Pomerania, 1648-1945 Phổ và Đức. Đối với lịch sử của khu vực, xem Lịch sử của Pomerania.
Ngôi làng có dân số là 590.